# کدای ۱۰۹۱۸
سیارک ۱۰۹۱۸ (به انگلیسی: 10918 Kodaly، نامگذاری:1998AS1) ده هزار و نهصد و هجدهمین سیارک کشف شده‌است که در ۱ ژانویه ۱۹۹۸ کشف شد.
قدر مطلق سیارک برابر ۱۳٫۷۰ است.